# Antepipona pruthii
Antepipona pruthii är en stekelart som beskrevs av Giordani Soika 1982. Antepipona pruthii ingår i släktet Antepipona och familjen Eumenidae. Inga underarter finns listade i Catalogue of Life.